# Cygnus falconeri
Cygnus falconeri – wymarły gatunek łabędzia, żyjący w plejstocenie na wyspach Malta  i Sycylia .
Był większy od współczesnych łabędzi. Na podstawie porównań kości tego gatunku do analogicznych kości współczesnych łabędzi: niemego i krzykliwego ustalono, że C. falconeri był podobny do łabędzia krzykliwego, ważył około 16 kg i miał skrzydła o rozpiętości około 2,9 m . Uważa się, że ze względu na tak duże rozmiary, a zwłaszcza ciężar, C. falconeri latał słabo lub był nielotem . Porównanie kości skoku i palców C. falconeri do analogicznych kości u żyjących w różnych środowiskach obu ww. gatunków współczesnych łabędzi i gęsi sugeruje, że C. falconeri nie był ptakiem wodnym, lecz typowo lądowym i żerował na roślinności lądowej . Gigantyczne rozmiary, jakie osiągnął, przy jednoczesnym ograniczeniu możliwości lotu, mogły być związane z potencjalnym brakiem dużych drapieżników na Sycylii i Malcie w tym czasie oraz ciepłym wilgotnym klimatem, sprzyjającym rozwojowi będących pokarmem łabędzia roślin . O tym, że łabędź ów nie żerował w strefie nadmorskiej lub w estuariach, świadczą także małe rozmiary gruczołów solnych .